# Photinia melanocarpa
Photinia melanocarpa là loài thực vật có hoa trong họ Hoa hồng. Loài này được (Michx.) K.R. Robertson & J.B. Phipps miêu tả khoa học đầu tiên năm 1991.

## Hình ảnh

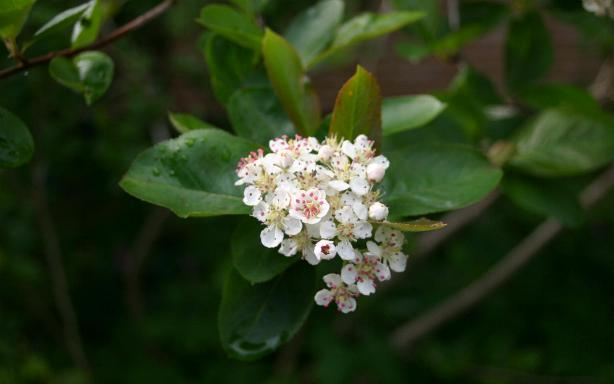
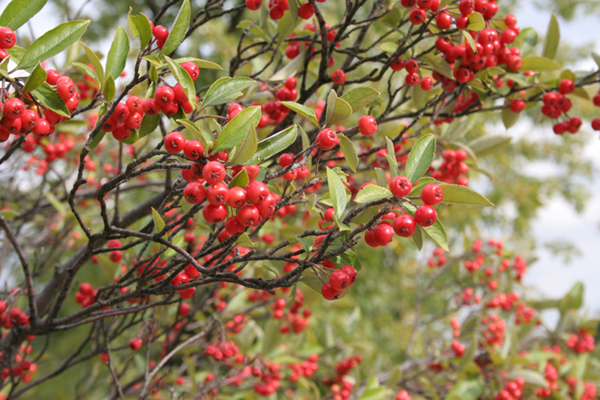
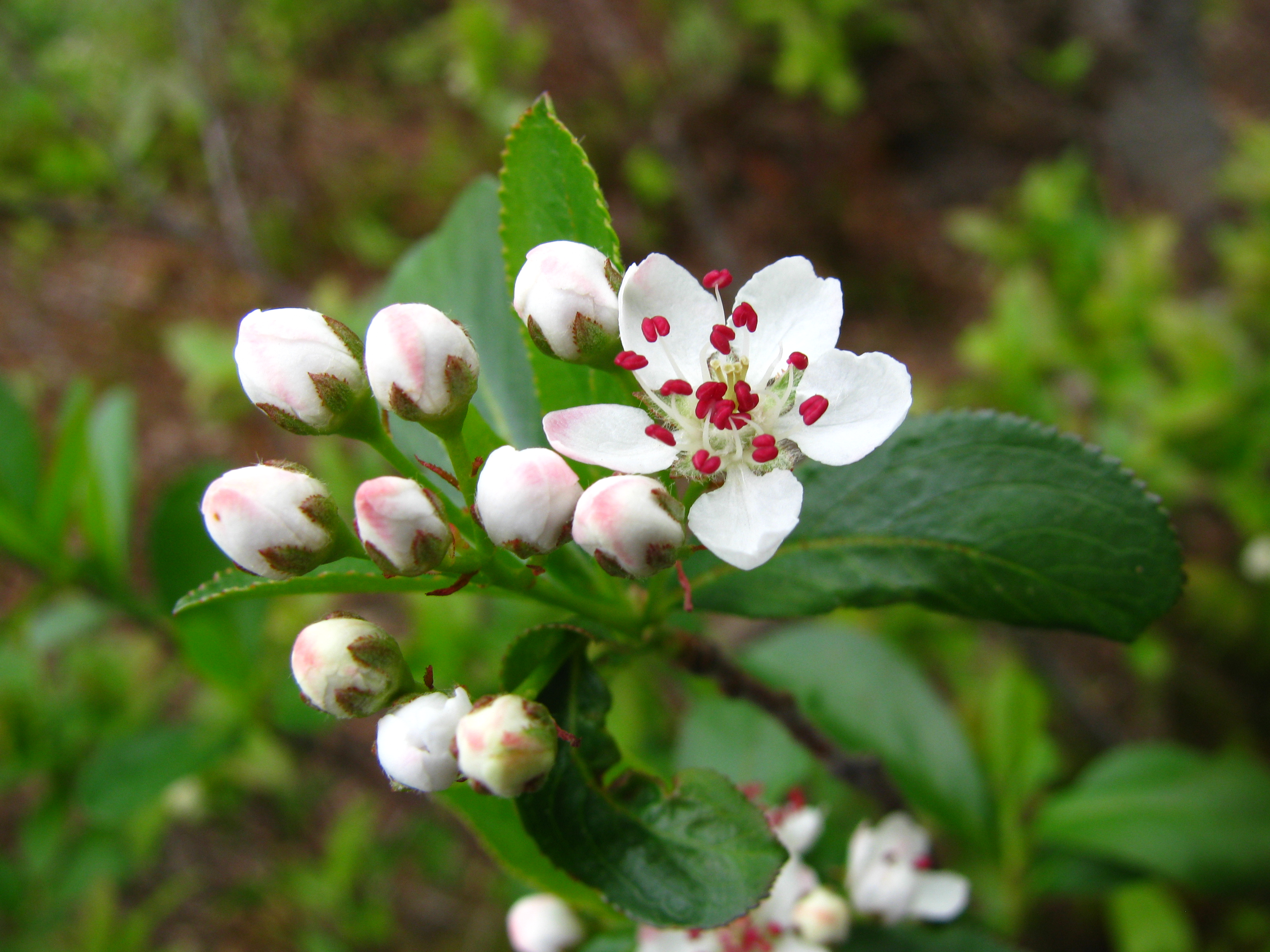
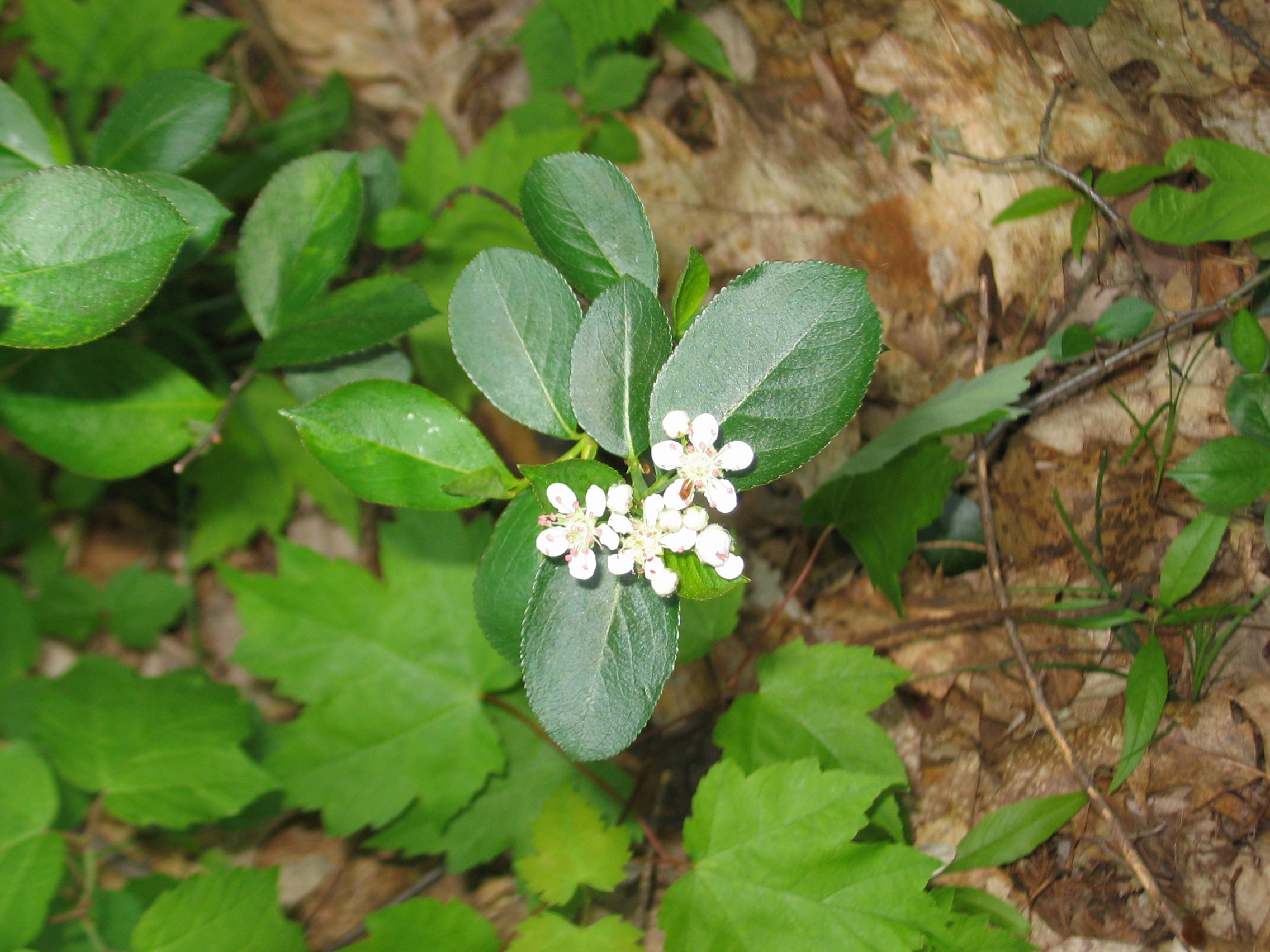